# Миланич, Людмила Ивановна
Людмила Ивановна Миланич (1934—2018) — советская и российская поэтесса, заслуженный работник культуры РСФСР.

## Биография
Людмила Ивановна Миланич родилась 8 сентября 1934 года в Хабаровске. С Дальним Востоком и в особенности с Хабаровском были в дальнейшем связаны её дальнейшие жизнь и творчество. В интервью 2002 года она сказала:

Я хабаровчанка по рождению. <…> Я уезжала работать в Южно-Сахалинск, бывала во многих местах Дальнего Востока. Но Хабаровск — это мой город. И как осо́бенки человека, которого любишь, бывают до́роги, так и в Хабаровске есть у меня дорогие места — Амур, родной переулок, который когда-то именовался Киселёвским, потом был Парковым, а теперь носит имя капитана Дьяченко.

Литературный критик Вячеслав Огрызко этим объясняет достаточно малую известность Миланич на западе России, называя её «незамеченный Москвой лирик».
Людмила Миланич работала журналисткой, затем редактором ряда газет и журналов, заочно закончила филологический факультет Хабаровского педагогического института. Последнее место работы — заведующая отделом поэзии литературно-художественного журнала «Дальний Восток».
Скончалась 20 сентября 2018 года в Хабаровске.

## Сборники стихотворений
- Солнце в ладонях (1966)
- Разговор с землёй (1969)
- Слово (1972)
- Люблю (1978)
- Накопление света (1984)

### Публикации в периодике
- Дождь / Сказкою лучшею самою... (стихотворения) // Молодая гвардия : газета. — 1962. — 30 сентября (№ 196). — С. 3.
- Детский сад: стихотворение // Молодая гвардия : газета. — 1962. — 1 декабря (№ 201). — С. 4.
- Будьте правдою!: стихотворение // Молодая гвардия : газета. — 1962. — 7 октября (№ 240). — С. 3.
- Эхо: стихотворение // Молодая гвардия. — 1963. — 7 апреля (№ 69). — С. 4.
- В школу: стихотворение // Молодая гвардия. — 1963. — 1 сентября (№ 173). — С. 3.